# KAL-Online
KAL-Online (칼온라인, kal je korejsky „meč“) je fantasy online hra ze žánru MMORPG. Její děj se odehrává v mystickém světě vytvořeném na základě korejské mytologie (speciálně na válce mezi velkým králem Ha-Nin a démony z Ban-Go). Její vznik byl grantován korejskou vládou s ambicemi na nejlepší online hru všech dob. Díky dotacím je navzdory své propracovanosti a složitosti (ve smyslu široké škály možností) možná hrát zcela zdarma. Hra je vydána v anglické a korejské verzi.

## Historie

### Rozmach Naraehy
Král Hanin otevřel nebe a zemi a tam, kde vychází Slunce vybudoval mocný národ Hwan. Po 3 tisíce a 300 let byli Hwanové vládci světa. Jejich náčelník Gúbalchán založil zemi zvanou Naraeha. Obrovské království měřilo 12 tisíc mil od severu k jihu a 5 tisíc mil od východu k západu.

### 14. král Ha-nin vládne nebesům
Když král Ha-nin dosedl na trůn, otevřel nová nebesa. Hwanové ztratili mnoho sil neustálými rozbroji, které vyvrcholili občanskou válkou. Jejich těžkosti jen prohlubovali výpady vnějších nepřátel – kmenů Tou a Hwasan. Dohoda o vzájemném neútočení se změnila v prach a mezi kmeny docházelo k otevřené agresi. Ta vyvrcholila mobilizací jednotek krále Ha-nina a podrobení všech osad kmene Hwasan. Kmen tou se však urputně bránil a útočil na Naraehu dvakrát tak silnějšími jednotkami, než měl k dispozici soupeř. I přes silovou převahu dokázal Ha-nin díky svým taktickým dovednostem udržet nepřítele na uzdě a mezitím sjednotit Hwany a ukončit dlouholeté občanské krveprolití.
Když skončila občanská válka, Naraeha zažila obrovský rozmach; samozřejmostí byla výroba ocelových zbraní nebo ražení nových tunelů a stavění cest pro obchodní kolony.

### Ban-Go
Mír však neměl dlouhého trvání neboť Ban-go, náčelník kmene Seotae, obrátil své síly proti Ha-ninovi. Neustále útočil na Naraehu, ale ani jednou za 10 let nebyl schopen vítězství a byl rozdrcen. Odtáhl tedy na sever a chystal pomstu – strašnější než cokoliv předtím.

### Král démonů
Na severu se Ban-Go setkal s králem démonů, který ztratil své tělo v Kaňonu mrtvého muže. Uzavřel s ním dohodu o pomstě Ha-ninovi a umožnil mu použít jeho tělo, aby vedl démony proti Naraeze. Ban-Go se přerodil v krále démonů, sjednotil ty nejstrašnější stvůry, jež Země nosila na svých bedrech a započal nejhorší válku, jaká kdy byla vedena. Válku mezi ním a Ha-inem, válku mezi člověkem a démonem…

## Povolání
V KAL je možné vybrat si ze čtyř povolání, které lze v pozdějších úrovních rozvíjet do několika specializací.
- Knight (Mu-Sa) – rytíř

Level 1-29: Wondering Knight
Level 30-49: Apprentice Knight
Level 50-69:
Vagabond Swordsman
Commander
Level 70-90:
God of Sword
General
- Archer (Goong-Soo) – lučištník

Level 1-29: Wondering Archer
Level 30-49: Apprentice Archer
Level 50-69:
Expert Archer
Imperial Commander
Level 70-90:
God of Bow
Imperial General
- Mage (Joo-Sool-Sa) – kouzelník

Level 1-29: Scholar
Level 30-49: Literary Person
Level 50-69:
Hermit
Chairperson of Joong-Bang (C. J. B.)
Level 70-90:
Ascetic
Military Adviser
- Thief – zbojník

Level 1-29: Wandering Thief
Level 30-49: Thief Guild member
Level 50-69:
Hitman
I, Swordsman (Invisible Swordsman)
Level 70-90:
Dark Shadow
Unearthly Ghost

## Poslání / Quest
Stejně jako v jiných hrách tohoto žánru i v KAL vystupují NPC postavy, které hráči udělují nejrůznější úkoly v závislosti na pokročilosti hráče. Za splněné poslání hráč obdrží zkušenost (vyjádřena číslem) a speciální body (Skill Point, Contribution Point), v několika případech též peníze (geon, zamogeon).
Smyslem hry je splnit co nejvíce poslání, co nejlépe povyšovat (levely) svoji postavu a neustále ji vylepšovat (skilly). Z hlediska typů se mohou poslání dělit do třech hlavních kategorií:

### Úkol / Task
Nejjednodušší, krátký úkol. Každý hráčův level zpravidla (výjimky jsou v druhé dekádě, kde na levelu 22 a 24 úkoly nejsou) obsahuje jeden úkol (který může být rozdělen do několika různých akcí typu „najdi tohle, odnes to támhle, dozvíš se další část a podle ní pak pokračuj“). Získávají se zkušenosti, skill pointy a vybavení.

### Události / Events
Jsou delší a obtížnější než úkoly. Reflektují vývoj války mezi Ha-Nin a Bang-Go. Na druhou stranu jsou oceněny vyššími odměnami. Po čtvrté události může postava změnit, resp. upřesnit svoji specializaci.

### Mise / Missions
Týmové úkoly. Zatím jsou ve stádiu příprav a nejsou do hry implementovány.

## Možnosti hráče
Kromě bohapustého vraždění mobů umožňuje KAL celkem propracovaný systém hry, včetně obchodování a mezihráčskými souboji.

### Parta / Party
Uskupení více hráčů (max. 8) za účelem pokoření silných mobů nebo za účelem rychlejšího nárůstu zkušeností buď vlastní postavy, nebo vajíčka. V neposlední řadě je party vhodná k získávání předmětů (v party je pravděpodobnost výskytu daleko vyšší, než u samostatných akcí). Získané peníze, zkušenost nebo předměty se rovnoměrně dělí mezi členy party.

### Gilda / Guild
Uskupení lidí za účelem výměny informací a pozdějšímu vedení tzv. Guild War (válka mezi gildami), jejímž smyslem je získání hlavního královského hradu. Vítězná gilda určuje ceny zboží v celé krajině. Gilda získává zkušenost a může dosáhnout 4. levelu, tedy možnosti vést Guild War. Na rozdíl od party není automaticky rozdělována zkušenost, peníze ani předměty mezi její jednotlivé členy.

### Duely / PvP
KAL umožňuje souboje mezi jednotlivými hráči. Ovšem pouze cvičně. Vítěz nezískává kromě dobrého pocitu nic, poražený nic neztrácí (kromě dočasného úbytku energie).

### Obchodování
V KAL je možné obchodovat dvěma způsoby. Buď od NPC postav nebo hráč může sám prodávat vlastněné předměty.

### Asasinace / Assassin
Zakoupením speciální masky a jejím nasazením se z hráče stává Assassin. Takový hráč pak může mimo bezpečné zóny (města, oblasti kolem Naroothu, Jook-Sun Cargo Station, Geum-Oh Mine, Giant Bird's Pub a okolí) napadat ostatní hráče a zabíjet je. Zneužívání assasinských masek hackery a znuděnými hráči na vysokých úrovních se stalo natolik rozšířeným, že byly masky nejprve na určitou dobu ze hry úplně odstraněny a posléze zdraženy tak, že jsou nyní pro mnoho hráčů prakticky nedostupné.

### Vylepšování pomocí předmětů
Určité předměty (talismany), které obsahují zvláštní bonus (inteligence, zdraví, síla, mana atd.) lze používat v kombinaci s jinými předměty (zbraněmi, výstrojí atd.) za účelem vylepšení jejich vlastností a tím pádem ke zvýšení bojového potenciálu postavy.

## Žargon
- egging – zpravidla ve stavu klidu nebo v partě sbírat zkušenost pro speciální předmět (vajíčko), které umožňuje na určité úrovni (11. level vajíčka, nikoliv hráče) transformaci v jedno ze tří zvířat (vajíčku přibývají levely podobně jako hráči)
- expit – likvidovat moby za účelem nárůstu zkušenosti (experience)
- fort – zkrácený výraz pro osadu Fort Of Geum-Oh Mine Castle, oblíbený startovací bod poslání od hráčského levelu 30 výše
- healovat – léčit
- ksing – (ze zkratky KS – kill stealing) příživnické likvidování mobů, které už má „rozdělané“ jiný hráč – snadná cesta ke zkušenosti, oblíbená činnost noobů, neetické
- level – hráčova úroveň
- luring – hráč ze sebe udělá návnadu a přiláká na sebe pozornost mobů, nechá se jimi pronásledovat, přičemž jiný, spřátelený hráč ze zálohy moby likviduje
- death luring – (zkratka DL) hráč ze sebe udělá návnadu (viz výše) s tím rozdílem, že doběhne k znepřáteleným hráčům a zmizí, aby je mobi zlikvidovali

toto chování je trestné
- mob – démoni z Bang-Go, všechny nepřátelské postavy
- noob – nezkušený hráč, nováček, nebo také hanlivý výraz pro hráče, který něčím naštval ostatní